# Isoaulactinia stelloides
Isoaulactinia stelloides är en havsanemonart som först beskrevs av McMurrich 1889.  Isoaulactinia stelloides ingår i släktet Isoaulactinia och familjen Actiniidae. Inga underarter finns listade i Catalogue of Life.